# Passiflora cincinnata
Passiflora cincinnata är en passionsblomsväxtart som beskrevs av Maxwell Tylden Masters. Passiflora cincinnata ingår i släktet passionsblommor, och familjen passionsblomsväxter. Inga underarter finns listade i Catalogue of Life.

## Bildgalleri

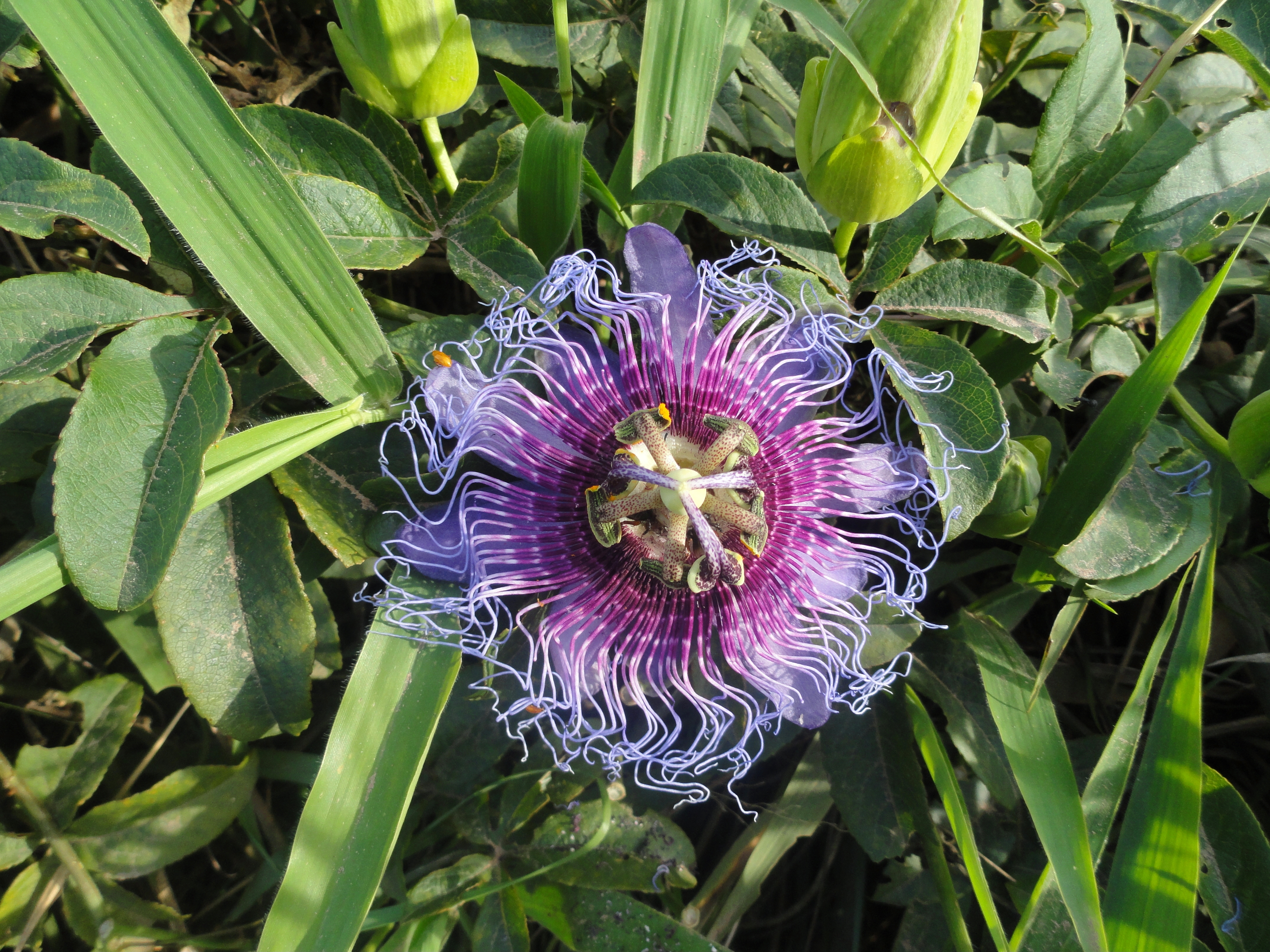
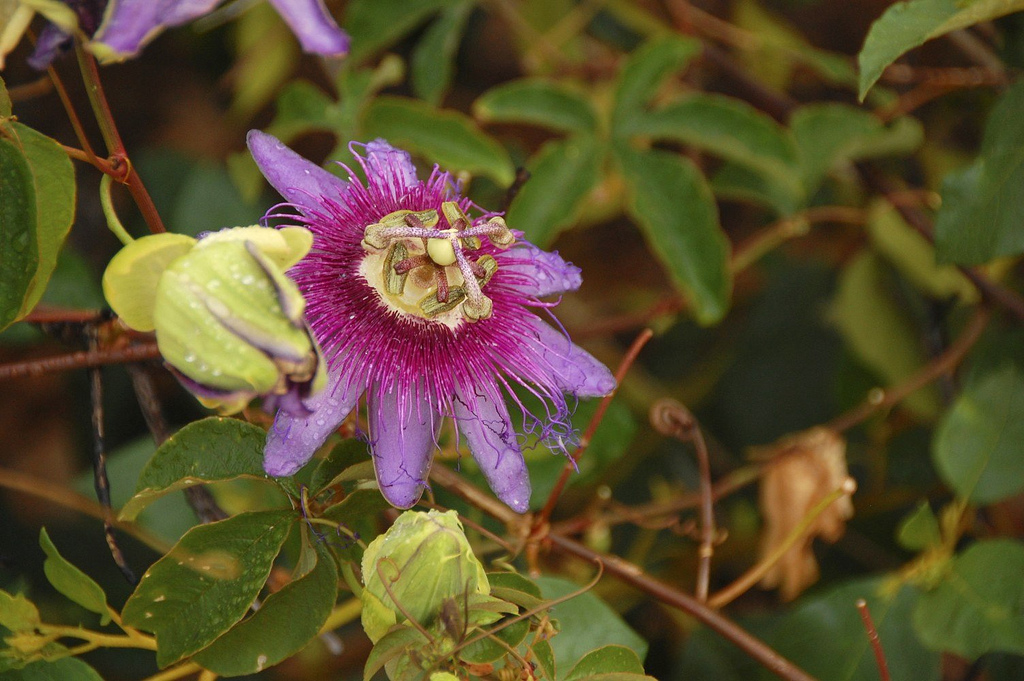